# Mesochorus furvus
Mesochorus furvus là một loài tò vò trong họ Ichneumonidae.